# Champaner-Pavagadh
Champaner-Pavagadh je arheološki park u pokrajini Panchmahal, indijske države Gujarat, oko 46 km od grada Vadodara. U njegovom dojmljivom krajoliku nalaze se mnogi, još uvijek neistraženi, arheološki lokaliteti velike povijesne i kulturne vrijednosti. Između ostalih, prapovijesni lokalitet iz bakrenog doba, te utvrda na brdu Pavagadh (gujarati: પાવાગઢ) iz vremena rane Hindu prijestolnice, ali i ostaci jedinog sačuvanog i nepromijenjenog islamskog glavnog grada iz 16. stoljeća, Champanera, nastalog prije Mogulskog Carstva. Zbog toga je upisana na UNESCO-ov popis mjesta svjetske baštine u Aziji i Oceaniji 1983. godine.
Krajolikom Champaner-Pavagadha, površine od oko 6 km², dominiraju crvenkasto-žute litice brda Pavagadh koje su jedne od najstarijih formacija stijena u Indiji, visine od oko 800 metara nadmorske visine. Brdo se na istočnoj strani lagano spušta u dramatične visoravni koje su prekrivene slavnim Champaner šumama koje se prostiru do Jambughoda.
Brdo Pavagadh je dio kulturnog krajolika koje se spominje u lokalnim mitovima i legendama o zlatnim davnim danima, a njegovi junaci-heroji su sačuvani u obliku usmene pučke tradicije Garba i Bhavai. Brdo je jedno od istaknutih svetih brda hinduizma otkad je, prema mitu, božica Yantra postavila hram Kalikamata na vrhu brda. Kalikamata se smatra najvažnijim hramom božice Mahakali (mračna božica Kali i personifikacija smrti) koji svake godine privlači tisuće hodočasnika.
Prema predaji grad u podnožju Pavagadha je osnovao rajput (vladar) Vabraj Chavda koji ga je nazvao Champaner u sjećanje na preminulog mudrog ministra Champa. Godinama su Pavagadhom vladali Khichi Chauhansi (potomci Prithviraj Chauhana, osnivača Gurjar Chapa dinastije) koji su utvrdili brdo. Pavagadh se nalazio na strateškom trgovačkom putu za Malwau, zbog čega ga je u 16. stoljeću opsjedao mladi sultan Mehmud Begda (unuk Ahmed Shaha koji je utvrdio Ahmedabad). On ga je uspio osvojiti nakon nekoliko godina opsade, tijekom kojih je već počeo izgradnju grada Champanera u njegovom podnožju, koji je kasnije postao njegovom prijestolnicom. Od starog grada Champanera otkriveni su ostaci fortifikacija, popločanih cesta, palača, cisterni, vjerskih građevina, rezidencijalne četvrti, poljoprivrednih objektata i sustava za navodnjavanje, izgrađeni od 8. do 14. stoljeća, ali i napušteni ostaci islamskog grada iz 16. st. Netaknuta priroda tih ostataka, koji su još uvijek pod zemljom, ima veliki značaj za razumijevanje srednjovjekovne sultanatske regionalne prijestolnice Indije kao prethodnika kasnijeg mughalskog arhitektonskog stila. Takva je Džamija Jami koja je neobičan spoj tradicionalne indijske i islamske arhitekture.
- Pavadagh
- Stube prema Pavagadhu
- Džamija Jama u Champaneru
- Portal džamije Jama

## Vanjske poveznice
- Grad Pavagadh (engl.)
- Hram Kalikamata  Arhivirana inačica izvorne stranice od 17. rujna 2008. (Wayback Machine) (engl.)
- Fotografije arheološkog parka Champaner-Pavagadh